# Isabel Soto López
María Isabel Soto López, nacida en Vigo el 18 de julio de 1969, es una crítica literaria y traductora gallega.

## Trayectoria
Se licenció en Filología Hispánica en 1992 por la Universidad de Santiago de Compostela. Se graduó con la memoria de licenciatura Heraclio Pérez Plácer; Obra y narrativa completa en gallego; Edición y análisis literaria, publicada años más tarde (1998) por el Centro Ramón Piñeiro para la Investigación en Humanidades. Asimismo, comenzó su tesis de doctorado bajo la dirección de Ángel Tarrío sobre la "Formación y análisis de la crítica literaria gallega".
Es una de las principales conocedoras de las figuras de Heraclio Pérez Placer y de Agustín Fernández Paz, autor este último sobre lo que publicó diversos estudios analíticos, como "Agustín Fernádez Paz: procesos de reescrita", "Encuentro con Agustín Fernández Paz", "@afernandezpaz", "Agustín Fernández Paz: un escritor excepcional" o "La representación de la escuela y de la educación en la obra literaria de Agustín Fernández Paz", además de varias publicaciones en formato libro que recopilan su obra de ensayo, como El rastro que dejamos (Xerais, 2012) y Un mundo de palabras (Xerais, 2017).
Fue secretaria de redacción de la revista Golfiño en sus dos épocas (Con Generales entre 1999 y 2001; con La Voz de Galicia entre 2002 y 2004). También fue secretaria del Boletín Gallego de Literatura (1998-2014), primero con Xabier Campos Villar y más tarde, desde 2006, junto a Marta Neira Rodríguez. También fue secretaria de la Asociación Gallega del Libro Infantil y Juvenil en el período 1995-2005. Fue ayudante de la comisaria Henrike Fesefeldt en la organización del congreso del IBBY en Santiago de Compostela en 2010.
Fue también colaboradora de la página de cultura LG3 (2003-2012), del programa de la Televisión de Galicia Libro aberto (2006-2009) y de revistas y periódicos como ProTexta, El Correo Gallego, Malasartes, Lazarillo o CLIJ. De igual manera, se encargó de las panorámicas anuales de literatura infantil y juvenil para el Anuario Grial de Estudios Literarios Gallegos.

### Traducción literaria
Trabaja como traductora profesional desde 1996. En una primera etapa, principalmente con el libro de texto; a partir de la década del 2000, sobre todo vertiendo literatura extranjera hacia el gallego y al castellano desde las lenguas francesa, portuguesa o italiana.
En el ámbito gallego, publicó con Edebé-Rodeira, Kalandraka, Ediciones Generales de Galicia, Editorial Hugin y Munin, Él Patito Editorial, Hércules de Ediciones, Edelvives-Tambre. En el ámbito estatal, con editoriales cómo Destino, Alianza Editorial, Bruño, Vicens Vives, Ediciones SM, Akal, Anaya, Ediciones B, Edelvives y Planeta & Oxford.
Cabe señalar que realizó un importante número de trabajos en tándem con el traductor Xavier Senín, entre ellos diversos números de Astérix, tanto en la versión gallega como en la castellana, u obras de relieve de autores como Raymond Roussel, Daniel Pennac, François Bégaudeau, Villiers de L'Isle-Adam, Juan Farias o Rosa Navarro Durán.

## Premios
- La traducción de la obra A odisea contada aos nenos fue distinguida con el Premio Lois Tobío de la Asociación Gallega de Editores de 2008.[15]
- Premio Fervenzas Literarias al mejor libro traducido de Literatura infantil y juvenil de 2015, por O papiro do César.
- Premio Plácido Castro de Traducción en su XVI edición (2016) por Fosca.[16]
- Premio Fervenzas Literarias al mejor libro traducido para público adulto de 2017, por Thérèse Raquin, de Émile Zola.